# Nathan Lawson
Pour les articles homonymes, voir Lawson.
Nathan Lawson (né le 29 septembre 1983 à Calgary, dans la province de l'Alberta au Canada) est un joueur professionnel de hockey sur glace,.

## Trophées et honneurs personnels
- 2009 : nommé dans l'équipe d'étoiles des recrues de la Ligue américaine de hockey